# 瑞秋、洁柯和小艾希莉
瑞秋、洁柯和小艾希莉是独立单元剧《黑镜》第五季的第三集和最终集，本集由主创查理·布鲁克编剧，安·賽维茲基执导，于2019年6月5日和本季的其他集一同上线网飞。
本集获得了评论家的一般评价，他们赞扬了麥莉·希拉的表演，但批评了情节和节奏。

## 剧情
瑞秋·加金斯 (安格瑞·萊絲飾演)與她的姐姐潔可 (麥蒂森·戴芬波特飾演)和她的父親凱文(馬克·曼查拉飾演)同住，她們的母親珍妮薇在數年前過世。為擴展他的捕鼠事業，凱文正試圖創造人道捕鼠陷阱：一隻能夠鎖定目標老鼠並將其電暈的機械老鼠，這能讓屋主在牠恢復意識之前把老鼠丟出房外。潔可對於音樂具有熱情，每天彈奏貝斯並聆聽另類搖滾。瑞秋崇拜流行歌手兼超級巨星艾希莉·奧提茲(麥莉·希拉飾演) ，其正在廣告新的AI娃娃「小艾希莉」。瑞秋說服父親在她的15歲生日購買娃娃。瑞秋開始信任小艾希莉，將其視為朋友而不是玩具對待，讓潔可非常惱怒。在學校的才藝表演秀上，瑞秋為艾希莉的歌曲〈氣勢如虹〉表演跳舞，但結果卻因為她從椅子上摔下而糟糕不已。潔可把小艾希莉藏在閣樓，並告訴瑞秋她把它丟棄了。
同時，現實的艾希莉對她的現有想像不滿並開始撰寫基於紀錄她夢境的日記內容的新歌。艾希莉的經紀人阿姨凱薩琳(蘇珊·波法飾演)為艾希莉音樂的新方向感到擔心，認為它不會大賣。她接著發現艾希莉已經停止服藥很久，而且她的日記反映出她音樂的陰暗面。在晚餐後，凱薩琳與艾希莉發生衝突，艾希莉認為因凱薩琳讓她服用非法藥物一事能夠讓她擺脫現在的合約。凱薩琳揭曉她把所有的藥丸磨碎並摻入艾希莉的食物中，艾希莉接著昏迷不醒。凱薩琳向媒體需宣稱艾希莉因為對甲殼類過敏來解釋艾希莉的昏迷，她對艾希莉全身進行掃描，並與一個小組合作從昏迷的艾希莉的腦袋中使用抽取能夠用於新專輯的歌曲，接著用小艾希莉的人聲合成軟體演唱。當潔可聽到艾希莉昏迷的消息，她將瑞秋的小艾希莉還給了她。
六個月後，凱薩琳計畫發表永恆艾希莉，其為艾希莉·奧提茲的全像投影替代品，可以進行巡迴演出。而她秘密計畫讓艾希莉繼續昏迷以繼續從她的潛意識中收割她的創作結晶。瑞秋的小艾希莉在看到新聞後開始故障，而意外的摔在地上。瑞秋和潔可發現娃娃故障後，便用父親的設備修理娃娃，進而發現娃娃的儲存空間被有目的地限制。在移除限制器後，小艾希莉向她們揭露她具有艾希莉意識的完整拷貝，在知道目前釋放的消息後，她認為真正的艾希莉深陷麻煩而她的阿姨則要為此負責。娃娃說服兩人用父親的車前往艾希莉的家收集證據。她們在艾希莉的保鏢蒙混過關，卻讓小艾希莉發現她認為是類似生命維持裝置的東西而拔掉了它的插頭，希望讓真正的自己得以解脫。然後，該裝置其實是讓艾希莉保持昏迷的裝置，她隨後甦醒並向兩人求救。在用父親的電擊老鼠電暈保鏢並對艾希莉的醫生蒙克施打鎮靜劑後，女孩們、艾希莉與小艾希莉趕往場館阻止凱薩琳發表永恆艾希莉，並被警車緊緊追趕。當她們撞進舞台而艾希莉從廂型車走出時，凱薩琳了解到她的計劃失敗了。
一段時間後，艾希莉成為一名另類搖歌手 (並重新命名為「狂野艾希莉」)並與潔可一同表演，而瑞秋與小艾希莉則在一旁觀賞。同時，她們的父親嘗試與酒保談他的捕鼠發明。兩名艾希莉的前粉絲因為對她們偶像的新方向感到作嘔而離開表演。